# Ruskovce (okres Bánovce nad Bebravou)
Ruskovce jsou obec na Slovensku v okrese Bánovce nad Bebravou.
Leží v nadmořské výšce 227 metrů na soutoku Hradnianskeho potoka a Svinnice. Žije zde 519 obyvatel.
První písemná zmínka o obci je z roku 1329. V obci je římskokatolický kostel svatého Ducha.